# Sasha Sokol
Pour les articles homonymes, voir Sokol.
Sasha Sökol Cuillery (née Sasha Marianne Sökol Cuillery le 17 juin 1970) est une chanteuse de nationalité mexicaine née à Mexico. Elle est la fille de Miguel Sokol et de Magdalena Cuillery.

## Albums

### Por Un Amor: Singles (2004)
- El Gustito
- La Cucaracha

### 11:11: Singles (1997 - 1998)
- Serás El Aire
- Ya No Te Extraño
- En La Ciudad
- Me Faltas Tu

### Amor Sin Tiempo: Singles (1992 - 1993)
- Número Uno
- Pica Y Repica
- Piensame Sola
- Dimelo
- No Pagare

### Siento: Singles (1991 - 1992)
- Corriendo Peligro
- Todos Mis Caminos Van A Ti
- Siento
- Justo En El Momento, reprise de Il jouait du piano debout de France Gall
- Tengo Miedo
- Cartas

### Trampas de Luz: Singles (1989 - 1990)
- Trampas De Luz
- Algo De Mi
- Muevete A Mi Alrededor
- Olvidalo
- Amante Sin Amor
- Mitad De Mi

### Diamante: Singles (1988)
- Diamante

### Sasha: Singles (1987 - 1988)
Sasha 1987
- No Me Extraña Nada
- Rueda Mi Mente
- La Leyenda
- Guerra Total

### Compilations
- Combo de Éxitos: Somos La Historia (2006)
- Solamente Sasha: Sus Éxitos (2004)
- Lo Mejor De Sasha (2002)
- Cara A Cara (1997)
- No Me Extraña Nada: Línea De Oro (1995)
- Personalidad (1994)
- Sus Éxitos (1991)
- La Colección (1990)

### Rééditions
- Sus Éxitos (2004)
- No Me Extraña Nada (Sasha "1987") (2003)
- 11:11 (2001)
- Siento (2001)
- Sus Éxitos (1999)
- Sus Éxitos (1996)
- Personalidad (1995)

### DVD
- Combo de Éxitos: Somos La Historia (2006)
- Legado Musical (2005)

### Collaborations artistiques
- Vuelveme A Querer - Varios Artistas (Noche De Ronda - Sasha)  (1998)
- Sony Dance Mix Vol. 3 - Varios Artistas (Serás El Aire: Mijangos Club Edit - Sasha)  (1997)
- El Premio Mayor - Varios Artistas (El Premio Mayor - Sasha)  (1996)
- Navidad De Las Estrellas - Varios Artistas (Medley: Alegres Cantada / Se Feliz / Santa Claus De Noche Vendra - Sasha, Yuri, Alejandra Avalos, Susana Zabaleta)  (1995)
- De Época: La Era De Los 80's - Sasha, Timbiriche, Alejandra Guzman, Lucero, Flans (Remix Medley: Con Todos Menos Conmigo / Las Mil Y Una Noches / Eternamente Bella / Cuentame / Tímido / Tu Y Yo Somos Uno Mismo / Bazar / No Me Extraña Nada / Vete Con Ella / Me He Enamorado De Un Fan / Reina De Corazones / Corro, Vuelo, Me Acelero / Soy Un Desastre / No Controles / Besos De Ceniza)  (1994)
- Boleros: Voz Y Sentimiento - Varios Artistas (Sorpresa - Sasha)  (1992)
- Feliz Navidad Te Desean - Varios Artistas (Rodolfo El Reno De La Nariz Roja - Sasha)  (1991)
- Mexico: Voz Y Sentimiento - Varios Artistas (Tu Desvarío - Sasha)  (1991)
- El Estudio De Lara - Varios Artistas (Noche De Ronda - Sasha)  (1990)
- Juntos Ayer Y Hoy - Varios Artistas (Amor Amor - Sasha)  (1990)
- Nos Vamos De Vacaciones - Varios Artistas (Detras Del Amor - Sasha)  (1989)
- Nueva Navidad - Varios Artistas (Adelante Adelante - Sasha) (También Para Ti Es Navidad - Various Artists)  (1989)
- Estrellas De Navidad - Varios Artistas (Adelante Adelante - Sasha)  (1988)
- Esta Navidad - Varios Artistas (En El Portal De Belen - Sasha)  (1987)

### Collaborations
- Papito - Miguel Bosé (No Encuentro Un Momento Pa´ Olvidar - Miguel Bosé w/ Sasha)  (2007)
- Basico 3 - Revolver (Ay Amor - Carlos Goñi w/ Sasha)  (2006)
- Realidad - Fratta (Las Flores - Fratta w/ Sasha)  (1999)
- Mixes Y Remixes - Calo (Eres: Techno Mix - Calo w/ Sasha)  (1992)
- Eres - Calo / Sasha (Eres: Version Original - Calo w/ Sasha) (Eres: Techno Mix - Calo w/ Sasha)  (1991)
- Hey Tu - Aleks Syntek (Te Quiero Así - Aleks Syntek w/ Sasha)  (1990)

### Avec Timbiriche
- Los Clasicos De Timbiriche (1989)
- Timbiriche Rock Show (1985)
- Vaselina (1984)
- Que No Acabe Navidad (1983)
- Disco Ruido (1983)
- En Concierto (1983)
- La Banda Timbiriche (1982)
- Timbiriche (1982)
- El Concierto (1998)
- Timbiriche Clasico (1998)

### Avec Muñecos de Papel
- Muñecos De Papel (Muñecos De Papel - Sasha, Ricky Martin, Angelica Rivera, Pedro Fernández, Alex Ibarra) (Siento - Sasha) - Various Artists  (1991)
- Alcanzar Una Estrella II (No Quiero Dejar De Brillar - Sasha, Ricky Martin, Bibi Gaytan, Erick Rubin, Angelica Rivera, Pedro Fernández) - Various Artists  (1991)

### Tracks non édités
- El Breve Espacio
- El Premio Mayor (Ballad Version)
- Ser Es Humano
- El Juego De La Gloria (w/ Muñecos De Papel)